# Maison d'Ilija Atanacković à Šimanovci
La maison d'Ilija Atanacković à Šimanovci (en serbe cyrillique : Кућа Атанацковић Илије у Шимановцима ; en serbe latin : Kuća Atanacković Ilije u Šimanovcima) se trouve à Šimanovci, dans la province de Voïvodine et dans la municipalité de Pećinci, en Serbie. Elle est inscrite sur la liste des monuments culturels de grande importance de la république de Serbie (identifiant no SK 1278).

## Présentation
La maison, construite dans la première moitié du XIXe siècle, est située à l'angle des rues Svetog Nikolaja (autrefois Maršala Tita) et Mihaljevačka ; elle est caractéristique du style néo-classique.
Les façades sont asymétriques. Sur sa partie la plus longue, à gauche, la façade principale possède sept fenêtres rectangulaires et, à droite, dans sa partie la plus étroite un escalier et un porche ouvert porté par trois colonnes. La façade de la rue Mihaljevačka est moins longue que la façade principale ; elle dispose de quatre fenêtres et d'un porche avec deux colonnes et une barrière en fer forgé. Les deux façades sont décorées de la même manière ; sur le plan horizontal, elles sont rythmées par un socle et par un cordon profilé au-dessus duquel s'avance un auvent et, verticalement, par des pilastres surmontés de chapiteaux ; au-dessous de chaque fenêtre se trouve un cordon qui mène d'un pilastre à l'autre et, au-dessus, se trouve une archivolte demi-circulaire décorée d'une demie rosette.